# Sebastian Ryall
Sebastian Ryall (* 18. Juli 1989 in Sydney) ist ein ehemaliger australischer Fußballspieler.

## Karriere
Ryall begann seine Profilaufbahn 2007 in der A-League bei Melbourne Victory und kam bereits in seiner ersten Saison im Abwehrverbund Melbournes regelmäßig zum Einsatz. In der folgenden Spielzeit spielte er lange Zeit nur für das Jugendteam, erst mit dem 17. Spieltag rückte er in die Stammformation, gehörte in der Folge auch in den Finalspielen zum Aufgebot. Nach insgesamt drei Partien gegen Adelaide United gewann man Ende Februar 2009 durch einen 1:0-Sieg im Grand Final den Meistertitel. Zur Saison 2009/10 unterschrieb er einen Zwei-Jahres-Vertrag beim Ligakonkurrenten Sydney FC.
Im Mai 2009 wurde bekannt, dass der damals 18-jährige Ryall im Januar 2008 sexuellen Kontakt zu einer 13-Jährigen gehabt haben soll und deswegen vor Gericht steht. Vom australischen Verband wurde er nach Bekanntwerden des Falles bis September 2009 von allen Wettbewerben ausgeschlossen, da er gegen den Verhaltenskodex des Verbandes verstieß, indem er nach Meinung der Verbandsoffiziellen durch sein Verhalten den Fußball in Verruf brachte („bring FFA or the game of football into Disrepute“).
2006 und 2008 nahm Ryall mit der australischen U-20 an der U-19-Asienmeisterschaft teil. 2008 zog er mit der Mannschaft in das Halbfinale ein, was die Qualifikation für die Junioren-WM 2009 in Ägypten bedeutete. Die Teilnahme an der WM-Endrunde verpasste er aufgrund seiner Verbandssperre.

## Erfolge
auf Vereinsebene:
- Australischer Meister: 2008/09, 2009/10, 2016/17
- Australischer Pokalsieger: 2016/17